# Peeter Symons

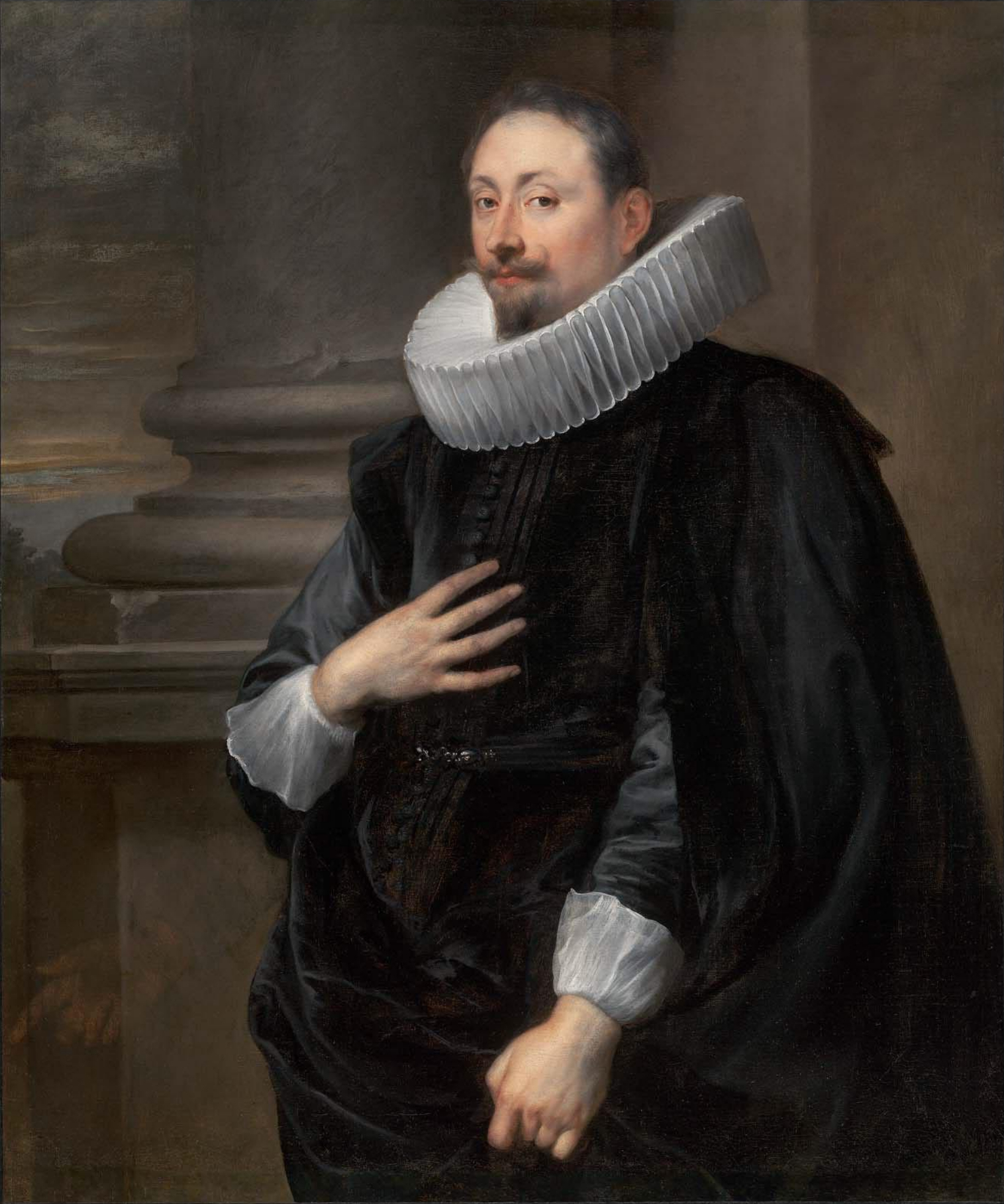
Retrato de Peeter Symons por Anton van Dyck, h. 1630. Museo de Bellas Artes de Boston.

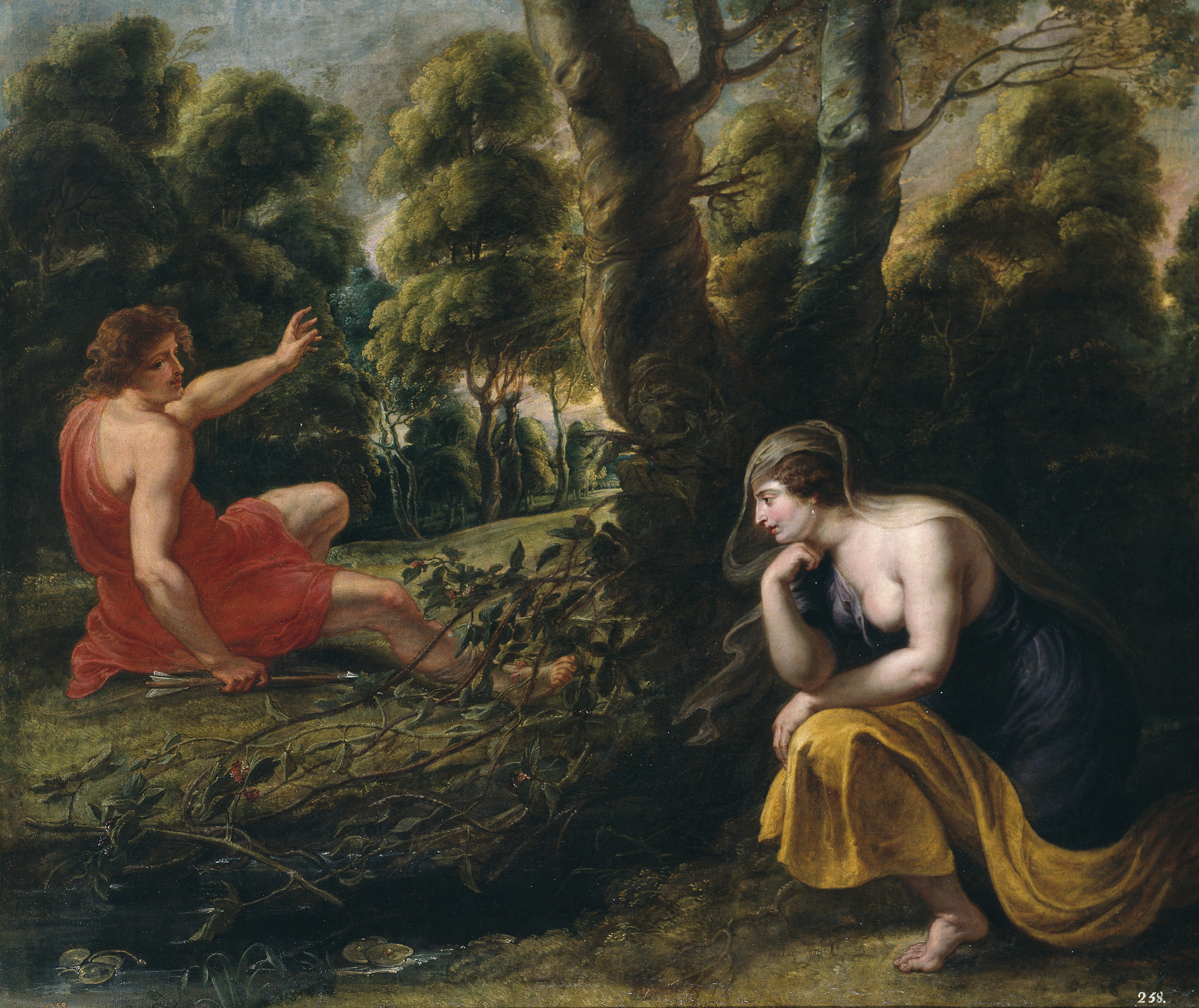
Céfalo y Procris, óleo sobre lienzo, 174 x 204 cm, Madrid, Museo del Prado.

Peeter Symons (Amberes, fl. 1629-1637) fue un pintor barroco flamenco.
En 1629 se registró en el gremio de San Lucas de Amberes como hijo de un maestro, posiblemente Michiel Simons I, y se le encuentra en él registrado por última vez en el periodo 1636-1637 como maestro de tres mal conocidos pintores. Anton van Dyck lo retrató hacia 1630 o 1632 de tres cuartos, vestido de negro, con amplia gola y la mano derecha en el pecho ante la base de una gruesa columna (Boston, Museum of Fine Arts), para servir de modelo al grabado —realizado por Jacobus de Han— incluido en su Iconografía (Icones Principum Virorum).
Según un inventario de 1644 en el que se menciona un pez de Symons podría haber pintado bodegones, pero la única obra conocida que se le puede asignar con seguridad es el Céfalo y Procris del Museo del Prado, que pintó sobre un boceto de Rubens conservado también en el Prado con destino a la serie de mitologías basadas en Las metamorfosis encargada por Felipe IV para la Torre de la Parada, para la que se documenta un segundo lienzo pintado por Symons, con Neptuno y una ninfa, perdido. 